# Jan Hernych
Jan Mauda Hernych (* 7. Juli 1979 in Prag, Tschechoslowakei) ist ein ehemaliger tschechischer Tennisspieler und heutiger -trainer.

## Karriere

### Einzel
Hernych startete 1998 seine Profi-Karriere und setzte in der Anfangszeit mit zwei ITF-Turniersiegen erste Akzente. 1999 besiegte er mit dem Spanier Albert Portas seinen ersten Top-100-Spieler. Zwei Jahre später feierte er in Tulsa seine ersten Challenger-Erfolg: Er gewann das Finale gegen Vincent Spadea mit 7:5, 7:5.
In Prag gewann er 2004 sein zweites Challenger-Turnier und nahm erstmals an Turnieren der ATP World Tour teil. Dabei errang er mehrere Achtungssiege, unter anderem gegen den damaligen Weltranglisten-Zwölften Mark Philippoussis und den Brasilianer Gustavo Kuerten. Des Weiteren spielte er in Wimbledon, schied allerdings bereits in der ersten Runde aus. Im August 2004 befand Hernych sich erstmals unter den Top 100 der Weltrangliste.
Im Jahr darauf festigte er seine Top-100-Position und verteidigte seinen Titel in Prag. Zudem zog er bei drei der vier Grand-Slam-Turniere in die zweite Runde ein, nur die US Open beendete er in der Auftaktrunde. Im April 2006 bezwang er in Valencia die damalige Nummer sechs Nikolai Dawydenko mit 7:5, 7:5, was seinen bis dato einzigen Sieg gegen einen Top-10-Spieler darstellte. Zwei Monate später feierte er mit dem Finaleinzug in das ATP-Turnier in ’s-Hertogenbosch eine weitere Premiere, verlor aber gegen Mario Ančić in drei Sätzen.
Am 27. April 2009 erreichte Hernych mit Platz 59 seine bisher beste Weltranglisten-Platzierung. Sein größter Erfolg ist das Erreichen der dritten Runde der Australian Open 2011. Er gewann als Qualifikant in der ersten Runde mit 6:3, 6:4, 3:6, 6:2 gegen Denis Istomin. Die darauffolgende Partie gegen Thomaz Bellucci entwickelte sich zum Marathon-Spiel: Erst nach 4 Stunden und 36 Minuten verwandelte Hernych seinen Matchball zum 6:2, 6:7 (11:13), 6:4, 6:7 (3:7), 8:6. In der dritten Runde verlor er schlussendlich deutlich gegen Robin Söderling.

### Doppel
Seit 1998 ist Hernych auch regelmäßig in Doppel-Turnieren vertreten. 2002 feierte er an der Seite von Shaun Rudman in Wolfsburg seinen ersten Challenger-Turniersieg, ein Jahr später war er zusammen mit Uros Vico in Aptos erfolgreich. 2009 gewann er als Doppelpartner von Ivo Minář das ATP-Turnier in München durch ein 6:4, 6:4 gegen die damaligen Top-30-Spieler Ashley Fisher und Jordan Kerr.
Sein letztes Profiturnier spielte Hernych im Februar 2018, wo er in der ersten Runde der Qualifikation an João Souza scheiterte.

## Erfolge
| Legende (Anzahl der Siege)                      |
| Grand Slam                                      |
| ATP World Tour Finals                           |
| ATP World Tour Masters 1000                     |
| ATP World Tour 500                              |
| ATP International Series ATP World Tour 250 (1) |
| ATP Challenger Tour (10)                        |

| ATP-Titel nach Belag |
| Hartplatz (0)        |
| Sand (1)             |
| Rasen (0)            |

### Einzel

#### Turniersiege

##### ATP Challenger Tour
| Nr. | Datum              | Turnier    | Belag         | Finalgegner    | Ergebnis       |
| --- | ------------------ | ---------- | ------------- | -------------- | -------------- |
| 1.  | 7. Oktober 2001    | Tulsa      | Hartplatz     | Vincent Spadea | 7:5, 7:5       |
| 2.  | 22. Mai 2004       | Prag (1)   | Sand          | Ivo Minář      | 6:1, 6:4       |
| 3.  | 15. Mai 2005       | Prag (2)   | Sand          | Jiří Vaněk     | 3:6, 6:4, 6:3  |
| 4.  | 30. September 2007 | Trnava     | Sand          | Tomáš Zíb      | 6:3, 3:6, 6:4  |
| 5.  | 4. Mai 2008        | Prag (3)   | Sand          | Lukáš Dlouhý   | 4:6, 6:2, 6:4  |
| 6.  | 9. November 2008   | Bratislava | Hartplatz (i) | Stéphane Bohli | 6:2, 6:4       |
| 7.  | 28. März 2010      | Jersey     | Hartplatz (i) | Jan Minář      | 7:63, 6:4      |
| 8.  | 18. März 2012      | Sarajevo   | Hartplatz (i) | Jan Mertl      | 6:3, 3:6, 7:65 |

#### Finalteilnahmen
| Nr. | Datum         | Turnier          | Belag | Finalgegner | Ergebnis      |
| --- | ------------- | ---------------- | ----- | ----------- | ------------- |
| 1.  | 25. Juli 2006 | ’s-Hertogenbosch | Rasen | Mario Ančić | 0:6, 7:5, 5:7 |

### Doppel

#### Turniersiege

##### ATP World Tour
| Nr. | Datum        | Turnier | Belag | Partner   | Finalgegner               | Ergebnis |
| --- | ------------ | ------- | ----- | --------- | ------------------------- | -------- |
| 1.  | 10. Mai 2009 | München | Sand  | Ivo Minář | Ashley Fisher Jordan Kerr | 6:4, 6:4 |

##### ATP Challenger Tour
| Nr. | Datum            | Turnier   | Belag       | Partner      | Finalgegner                    | Ergebnis        |
| --- | ---------------- | --------- | ----------- | ------------ | ------------------------------ | --------------- |
| 1.  | 10. Februar 2002 | Wolfsburg | Teppich (i) | Shaun Rudman | Filippo Messori Gianluca Pozzi | 7:63, 6:73, 6:3 |
| 2.  | 20. Juli 2003    | Aptos     | Hartplatz   | Uros Vico    | Matías Boeker Travis Parrott   | 6:3, 4:6, 6:1   |